# Brackebushia
Brackebushia – wymarły rodzaj trylobitów z rzędu Corynexochida i rodziny Leiostegiidae. Żył w ordowiku.
Takson monotypowy. Rodzaj i jedyny gatunek, Brackebushia acheila, opisane zostały w 1957 roku przez Horacia Harringtona i Armanda Leanzę na podstawie skamieniałości pochodzących z piętra dolnego tremadoku, odnalezionych na terenie Argentyny.
Trylobit ten miał małe, nieco dłuższe niż szerokie cranidium. Długa, umiarkowanie wypukła glabella miała równoległe boki, zaokrąglenie ścięty przód, cztery pary ukośnych bruzd bocznych, a jej szerokość wynosiła około 60% jej długości. Granicę galbelli stanowiły głębokie bruzdy osiowe. Głęboka i prosta bruzda potyliczna oddzielała przeciętnej szerokości pierścień potyliczny. Szew twarzowy miał przed oczami przednie ramiona trochę rozbieżne, a ramiona tylne wygięte. Duże oczy osadzone były w przeciętnej odległości od glabelli i nieco przesunięte ku tyłowi. Fixigenae miały wąskie wydłużone pola palpebralne. Małe, w zarysie półeliptyczne pygidium miało zwężone ku tyłowi rachis z czterema silnie wyniesionymi żeberkami.